# Élections générales maltaises de 1939
Les élections générales maltaises de 1939 (en anglais : Maltese general election, 1939) permettent d'élire les députés de la sixième législature de la Chambre des députés, pour un mandat de quatre ans.

## Résultats
- Résultats officiels.

| Parti politique       | Siège de député |
| --------------------- | --------------- |
| Parti constitutionnel | 6               |
| Parti nationaliste    | 3               |
| Parti travailliste    | 1               |